# Paraphimophis rusticus
Paraphimophis rusticus — вид змій родини полозових (Colubridae). Мешкає в Південній Америці. Це єдиний представник монотипового роду Paraphimophis.

## Поширення і екологія
Paraphimophis rusticus мешкають в Бразилії (на півдні Мінас-Жерайса, в Ріо-де-Жанейро і Ріу-Гранді-ду-Сулі), в Уругваї і Аргентині. Вони живуть в саванах і на луках. Живляться зміями і ящірками, відкладають яйця.